# 太空警衛
太空警衛（Spaceguard）這個名詞指的是大量的發現與研究近地天體的努力。小行星的發現需要望遠鏡大面積的搜尋天空。無論屬於哪一個組織，專注於發現近地天體的努力都被視為"太空警衛巡天"的一份子。

## 歷史
亞瑟·查理斯·克拉克在他的小說拉瑪任務中創造了太空警衛這個新名詞，用來稱呼緊告毀滅性的小行星撞擊早期警報系統。這個名稱後來經由大量近地天體的發現與研究，進入真實的生活中。1992年，美國國會研究產生的"太空警衛巡天報告"引申命令，導致NASA在後續的10年中發現了90%的大近地小行星，這就是通常所指的"太空警衛目的"。NASA獲得大量的經費，都被視為是為努力執行"太空警衛計畫"工作所需要的。
舒梅克－李維九號彗星在1994年7月撞擊木星，創造了更多檢測近地天體重要性的感知。大衛·李維在接受採訪時說"痴笑的因素因舒梅克－李維九號而消失"，他指出當時的事件是滅絕等級絕不是危言聳聽，所有的檢測和使天體偏轉以迴避事件的研究，都只是偏執狂妄的想法和態度。每一個碎片的撞擊都創造了直徑超過12,000公里的巨大黑斑，估計釋放出來的能量是6,000,000百萬噸黃色炸藥（全球核武的600倍）。在舒梅克－李維九號彗星撞擊事件之後，各地的小行星檢測計畫都得到更多的資金。
國際天文聯合會的近地天體工作群（Working Group on Near-Earth Objects，WGNEO）在1995年開始講習與授與開始太空警衛巡天資格，這導致了稱為太空警衛基金國際組織的設立。隨後，世界各地有許多國家成立太空警衛協會或基金會，以支援發現和研究近地天體的想法。一般來說，每個國各自成立的太空警衛組織和國際的基金會或美國國家航空暨太空總署作用的聯繫，不僅只有名稱，還有著共同利益和類似的目標。

## 觀測
既不是東地中海事件（2002年6月）也不是維托姆事件（2002年9月）曾因為太空警衛的努力而提前發現，然而在2008年10月6日，隕石2008 TC3被卡特林那巡天系統（Catalina Sky Survey，CSS）在亞利桑納州林蒙山天文台的1,5米望遠鏡檢測到，並被廣泛的監測，直到第二天撞擊到地球為止。

## 出版品
洛夫格林已經指出缺乏總體規劃和危險的警鐘。

## 外部連結
- Asteroid and Comet Impact Hazards at NASA Ames Research Center
- NEO News: Spaceguard Survey of Near Earth Asteroids[]  David Morrison Tuesday, August 1, 2000（Discovery statistics by 2000）
- Progress in the Spaceguard Survey[] Saturday, February 9, 2002（Status report by 2002）
- Spaceguard Central Node
- UK Spaceguard Centre（页面存档备份，存于）
- Don't wrong the meteorite at Geoscientist Online October 2008